# مهدی طلوتی
مهدی طلوتی بندپی عضو تیم ملی مشت‌زنی ایران است.

## حضور در المپیک تابستانی ۲۰۱۲
او در رقابتهای گزینشی المپیک که در قزاقستان برگزار شد موفق به کسب سهمیه المپیک تابستانی ۲۰۱۲ شد.او در اولین مسابقه خود در یک سی و دوم جاناتان آلونسو فلته اسپانیایی را با نتیجه شانزده بر دوازده پیروز شد، اما در مسابقه دوم خود در یک شانزدهم به مصاف دانیار یه لوسینوف قزاقستانی رفت که با نتیجه نوزده بر ده شکست خورد و از مسابقات کنار رفت، او پس از باختش در مقابل حریف قزاقی به سجده فرورفت و صحنهٔ زیبایی را در ورزشگاه رقم زد.